# Gerrit Koning
Gerrit Koning (Avenhorn, 28 maart 1933) is een voormalig schaatser die voor Canada meedeed aan de Olympische Winterspelen van 1964 in Innsbruck. Koning kwam uit op de 1.500 meter en 5.000 meter. Koning zocht op twintigjarige leeftijd het avontuur en verruilde het Noord-Hollandse Avenhorn voor het Canadese Calgary. In zijn vrije tijd in Canada ging hij veel wielrennen en schaatsten. De eveneens in Calgary woonachtige Ralf Olin, op dat moment de beste schaatser van Canada, stimuleerde Koning om er mee door te gaan en zo werd hij de nummer twee van Canada waardoor hij werd uitgezonden naar de Olympische spelen.
Gerrit Koning is de oom van oud profvoetballer Jan de Visser.